# Љубиша Величковић
Љубиша Величковић (Црљенац, 1. март 1946 — Омољица, код Панчева, 1. јун 1999) је био генерал-пуковник, пилот Војске Југославије, погинуо за време извршавања редовног борбеног задатка, на положају ПВО РВ, за време НАТО агресије на СР Југославију.

## Биографија
Љубиша Величковић је рођен 1. марта 1946. године у селу Црљенац. По завршетку осмогодишње школе одлази у Мостар у Војну гимназију, коју је завршио 1963. Након тога уписује се у Ваздухопловну војну академију у Задру. Ту се обучава летење на клипном авиону 522 и на авионима америчке производње Ф-84 Тандерџет и Ф-86 Сејбр. Ваздухопловну војну академију завршио је 1966.
Крајем шездесетих година оженио се Маријаном, рођеном Јаклић, из Београда. У браку са Маријаном родиле су се ћерке Ангелина и Рада.
Након неколико година службе и врло успешног обављања дужности пилота, наставника летења и командира ескадриле, Величковић је отишао на школовање у Командноштабну академију РВ и ПВО у Београду.
Као један од бољих пилота, одлази на преобуку за летење на МиГ-21, тада једном од најбољих ловаца-пресретача на свету, совјетске производње. Скоро све време живи и ради у Београду и Земуну. По повратку из Русије обављао је многобројне дужности. Прво дужност командира 127. ловачке авијацијске ескадриле од (1980. до 1981), затим начелника штаба 204. ловачког авијацијског пука, на Аеродрому Батајница, под командом генерала Љубе Бајића, да би по Бајићевом одласку на другу дужност преузео дужност команданта пука у чину пуковника.
Крајем осамдесетих година, пред распад СФР Југославије, Величковић у два наврата службено борави у Совјетском Савезу. Први пут - као један од најспособнијих ваздухопловних официра и командант групе од тридесетак пилота, који су се у средњој Азији, у Казахстану, обучавали за летење на МиГ-29. На обуци у Русији провео је око годину дана. Кратко време након тога поново одлази у Совјетски Савез, у Москву, у Генералштабну војну академију „Климент Ворошилов“, у то време једну од најпрестижнијих у свету и на школовању је провео две године.
По поновном повратку из Русије обављао је многобројне дужности; Начелник инспекције борбене готовости у команди РВ и ПВО, начелник Савезне управе за контролу летења (СУКЛ-е), затим командант 3. Ко РВ и ПВО у Нишу, од 1991. до 1992, да би се након расформирања нишког корпуса РВ И ПВО средином 1992. поново вратио у Београд на нове дужности.
Након ратних операција 1992—1993. а по одласку генерала Божидара Стевановића у пензију, Величковић је преузео и обављао дужност команданта РВ и ПВО. На овој дужности добија чин генерал-потпуковника, а потом и генерал-пуковника. Постаје заменик савезног министра за одбрану, а за време НАТО агресије на СРЈ обављао је дужност помоћник начелника Штаба Врховне команде Војске Југославије за РВ и ПВО.
Дана 1. јуна 1999, за време обиласка положаја ракетних батерија ПВО у селу Омољица код Панчева након дејства НАТО авијације на овај град и положаје РВ и ПВО Југославије, једним од пројектила, смртно је погођен и генерал Љубиша Величковић.
Сахрањен је 3. јуна 1999. на гробљу у његовом родном селу.

## Занимљиво
У време првих летова авионом МиГ-29, генерал-пуковник Величковић је захтевао да његови авиони буду стартовани искључиво агрегатом под контролом његовог пријатеља из западне Босне који је тада одслуживао редован војни рок у војсци ЈНА.

## Признања
Генерал Љубиша Величковић је остварио бриљантну војничку каријеру, у току које је више пута одликован високим војним одликовањима и два пута ванредно унапређен у виши чин.
Носилац је, (за сваког пилота најдражег признања), Златног летачког знака и звања инструктор летења.